# Hàm Sơn, Hàm Đan
Hàm Sơn (giản thể: 邯山区; phồn thể: 邯山區; bính âm: Hánshān Qū) là một khu (quận) thuộc thành phố Hàm Đan, tỉnh Hà Bắc, Trung Quốc

### Nhai đạo
| - Hỏa Ma (火磨街道) - Lăng Viên Lộ (陵园路街道) - Quang Minh Lộ (光明路街道) - Phũ Đông Lộ (滏东街道) - La Thành Đầu (罗城头街道) | - Chử Hà Lộ (渚河路街道) - Dục Tân Nam (浴新南街道) - Nông Lâm Lộ (农林路街道) - Mậu Đông (贸东街道) - Mậu Tây (贸西街道) |

### Trấn
- Mã Đầu (马头镇)

### Hương
- Mã Trang (马庄乡)